# Cuenca endorreica

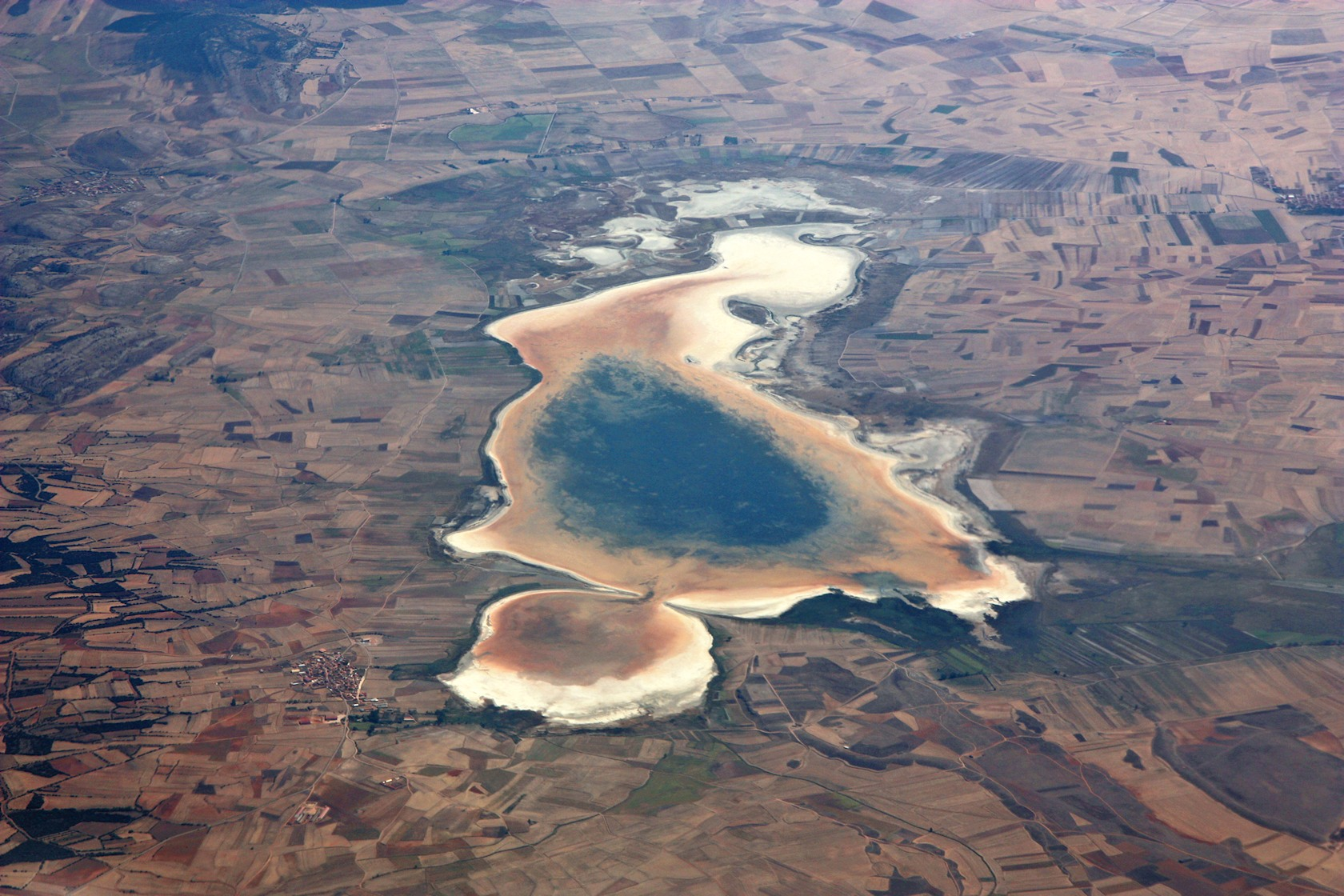
Laguna de Gallocanta en Aragón.

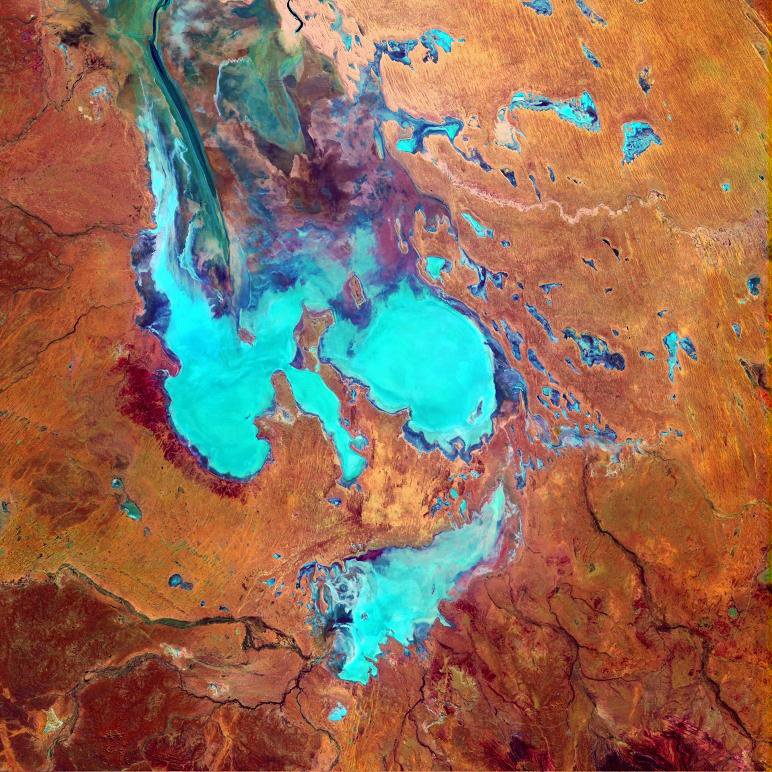
Imagen de satélite del lago Eyre en Australia.
Imagen de: NASA's Earth Observatory.

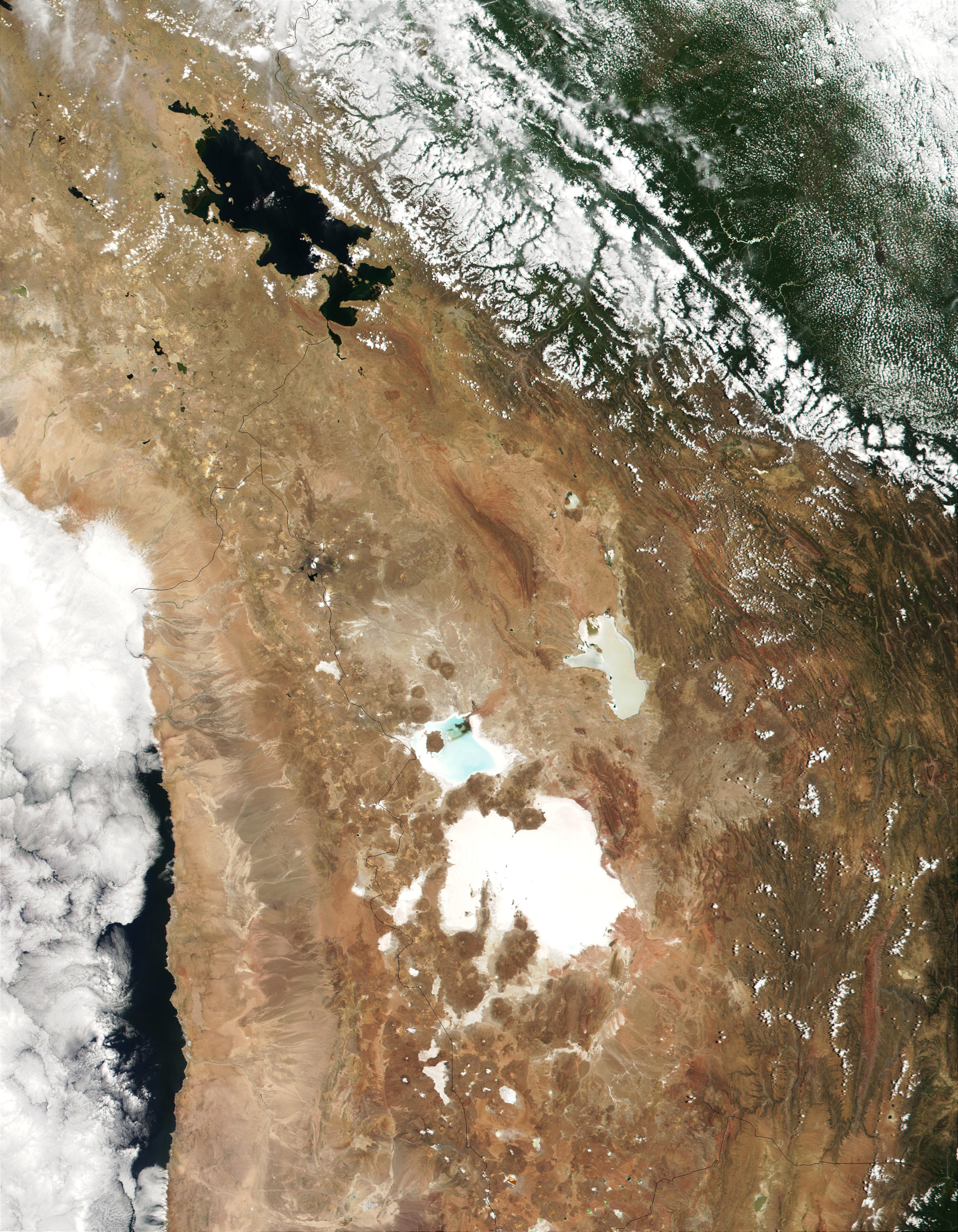
La cuenca endorreica del altiplano andino.

En geografía, una cuenca endorreica es un área geográfica en la que sus aguas no tienen salida fluvial hacia el océano. El término tiene raíces griegas, endo, "interior" y rhein, "fluir". Cualquier lluvia o precipitación que caiga en una cuenca endorreica permanece allí, abandonando el sistema únicamente por infiltración o evaporación, lo cual contribuye a la concentración de sales. En las cuencas endorreicas en las que la evaporación es mayor que la alimentación, los lagos salados se convierten en salares. Las cuencas endorreicas también son denominados sistemas de drenaje interno, en teoría, las cuencas endorreicas se pueden dar en cualquier clima, en la práctica son más comunes en zonas de desierto cálido. Nótese además que, por definición, cualquier lago situado bajo el nivel del mar (p. ejemplo el mar Caspio, el mar Muerto) debe ser endorreico, y drenar una cuenca hidrográfica endorreica.

## Causas de endorreísmo
El carácter de una región cuyas aguas no se vierten al mar puede tener múltiples causas. Puede tratarse del relieve cuando existe una depresión endorreica (cuenca cerrada, bolsón, etc.). En otros casos la causa reside en el clima (evaporación excesiva respecto a la importancia de las precipitaciones) o en la naturaleza del terreno, que, de ser muy permeable, permite una infiltración rápida de las aguas pluviales. A veces concurren ambas circunstancias: la rápida evaporación del agua y el volumen excesivo de la que se infiltra hacen disminuir progresivamente el caudal del río a lo largo de su curso. Queda así agotado antes de que llegue a juntarse con otro río de la red hidrográfica o que alcance la orilla del mar.

## Evolución de una cuenca endorreica
En zonas de mayor pluviosidad, el agua se acumulará inicialmente en la depresión rodeada por colinas, en la medida en que el nivel se va elevando, podrá alcanzar el punto más bajo de estas colinas circundantes, y comenzar a salir agua superficialmente en este punto, creando un surco, que podrá evolucionar hasta transformarse en un río. En la medida en que este "surco" se va profundizando, el nivel inicial del lago se irá también reduciendo, hasta crearse un nuevo equilibrio. De esta forma una cuenca endorreica, en tiempos geológicos, se puede ir conectando con otras, y finalmente llegar hasta el mar, en cuyo caso dejará de ser endorreica. Este proceso se puede observar muy claramente en el sistema endorreico del altiplano boliviano-peruano. En efecto, las oscilaciones del nivel del lago Titicaca, en tiempos geológicos, e incluso en tiempos históricos, es determinada por la capacidad del río Desaguadero, el cual discurre por un valle donde pueden producirse deslizamientos de tierra que obstruyen parcialmente el río, lo que limita su capacidad de evacuar las aguas desde el lago Titicaca hacia el lago Poopó. Prueba de esto es que en la década de los 90 se han encontrado ruinas sumergidas de la cultura Tiahuanaco, en la Isla del Sol.

## Cuencas endorreicas importantes

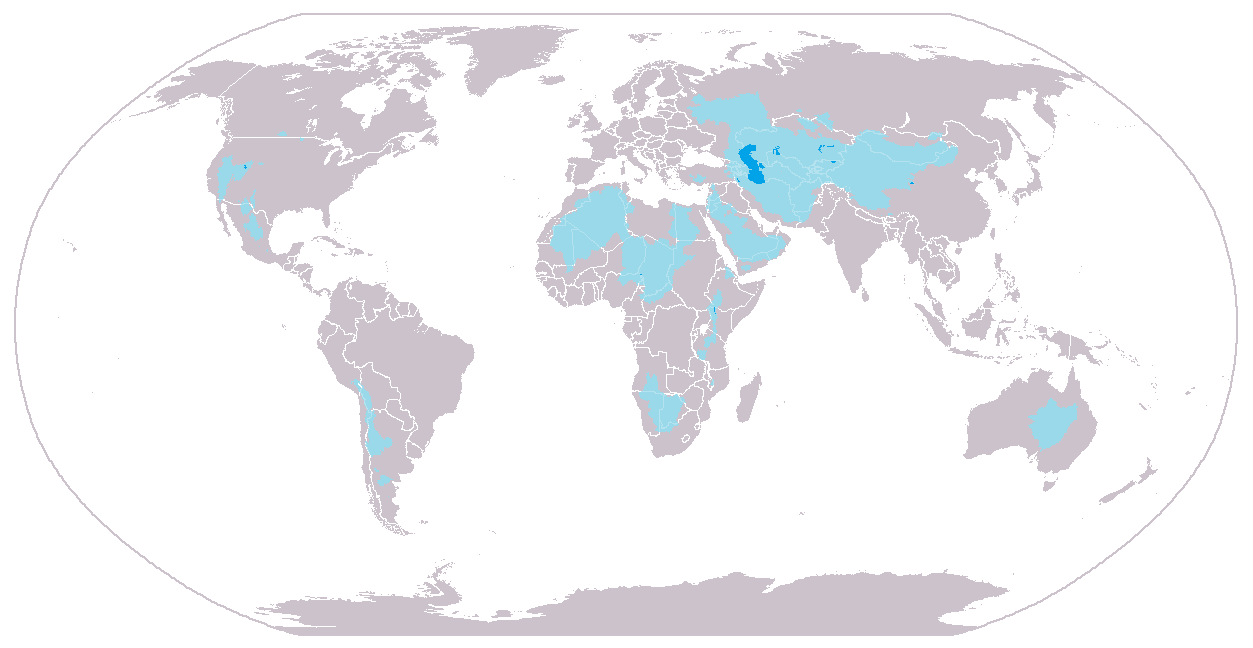
Principales cuencas endorreicas del mundo (azul claro) y lagos endorreicos (azul oscuro).

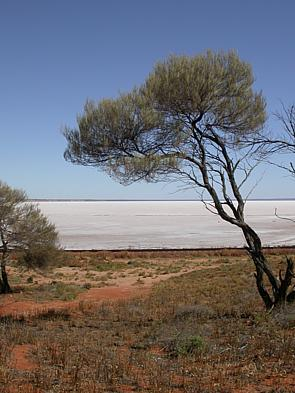
Orilla del lago Hart, lago endorreico en el desierto del Sur de Australia.

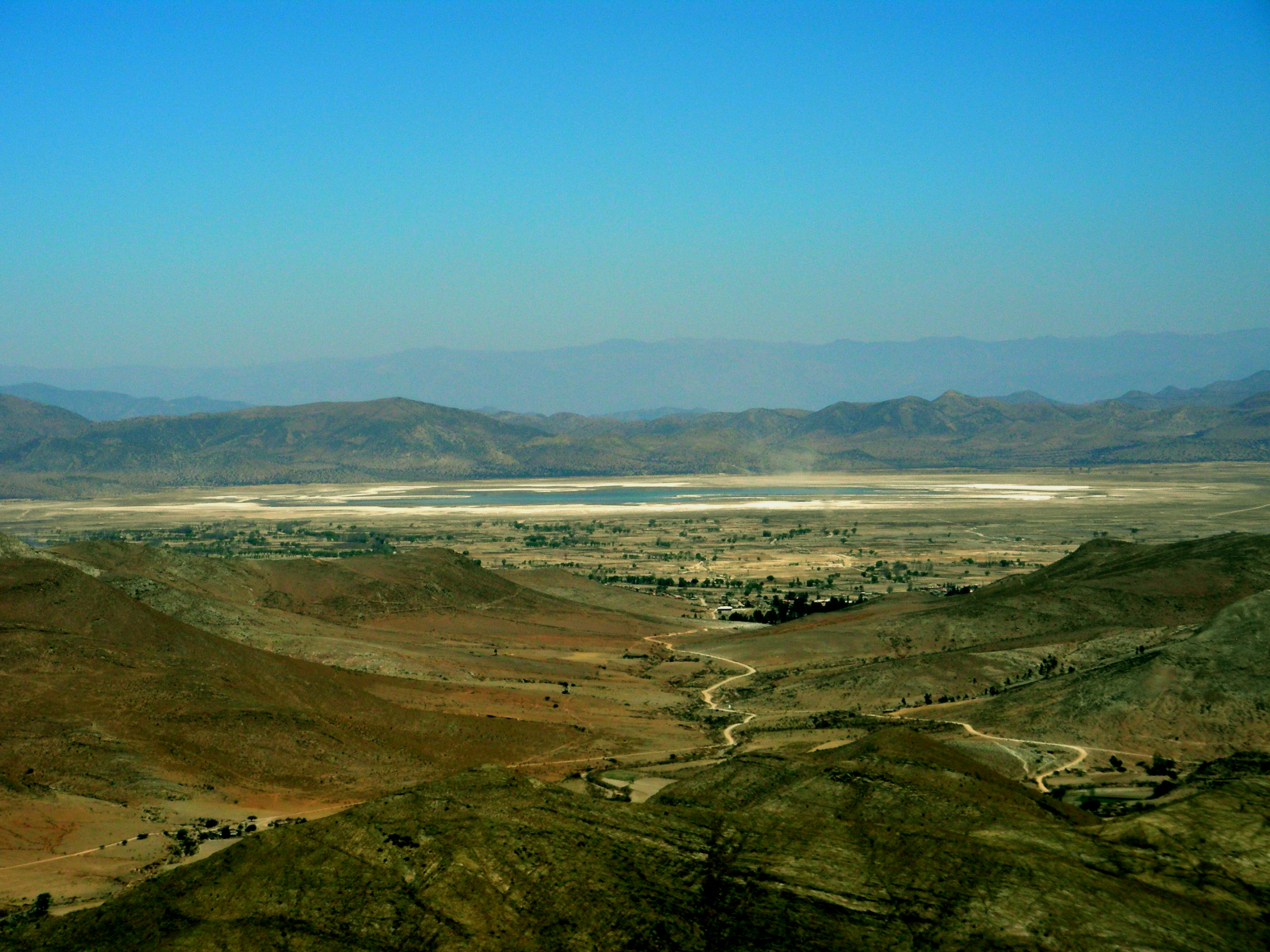
Vista panorámica de la laguna Culpina.

### Asia
- Gran parte del oeste y centro de Asia es una única y gran cuenca endorreica, que contiene lagos como:
  - El mar Caspio, el lago endorreico más grande del mundo;
  - El mar de Aral;
  - El lago Baljash en el este de Kazajistán;
  - El lago Issyk Kul en Kirguistán;
- El mar Muerto en Oriente Medio, lago con tal contenido en sal (uno de los de mayor concentración salina del mundo) que una persona puede flotar en él sin ayuda.

### Australia
- La cuenca del lago Eyre, que es el mayor sistema endorreico del mundo que drena gran parte del interior de Australia y que incluye el lago Frome;
- El lago Torrens, al oeste de la cordillera Flinders en Australia del Sur;
- El lago Corangamite, de alta salinidad es un lago de cráter en el oeste de Victoria;
- El lago George, anteriormente conectado a la cuenca del Murray-Darling.

### África
- El delta del Okavango, un delta endorreico interior en el desierto de Kalahari, en Botsuana;
- El lago Ngami en Botsuana;
- El lago Chad (entre Chad y Camerún), alimentado por el río Chari y el Logone;
- El Etosha pan en el parque nacional Etosha de Namibia.

### Antártida
- Uno de los pocos lagos endorreicos en zonas desérticas frías, lago Vida en la Antártida permanece líquido a causa de su extrema salinidad.

### América
Argentina
- El mar de Ansenuza o mar Chiquita, que se encuentra en la provincia de Córdoba, la mayor superficie lacustre del país.
- Lagunas de Guanacache en las provincias de Mendoza, San Luis y San Juan.
- Laguna o Lago Epecuén en la Provincia de Buenos Aires.
- Laguna Melincué en la provincia de Santa Fe
- Lagunas y salares de la Puna Argentina *Depresión de San Julián, Provincia de Santa Cruz.

 Bolivia
- Salar de Uyuni, Laguna Colorada, Laguna Blanca, Laguna Verde, Laguna Hedionda en el departamento de Potosí;
- Cuenca endorreica importante es la de la Pampa de Culpina (laguna que, con los cambios climáticos emergentes, se prevé se irá convirtiendo en un salar).

 Bolivia y  Perú
- La cuenca endorreica peruano-boliviana o Sistema TDPS:
  - lago Titicaca en el departamento de La Paz en Bolivia y en la Región Puno en el Perú;
  - río Desaguadero, que conecta los lagos Titicaca y Poopó;
  - Lago Poopó en el Departamento de Oruro;
  - Salar de Coipasa en el departamento de Oruro;
  - y muchos otros lagos, lagunas y salares producto de la evaporacón del agua de los antiguos lagos situados dentro de dicha cuenca.

 Chile
- Salar de Atacama.

 Estados Unidos
- La Gran Cuenca (Great Basin), que cubre gran parte de Nevada y Utah, y que incluye:
  - el desierto de Black Rock en Nevada;
  - el Groom Lake, en Nevada, donde se hallaba la base secreta Área 51;
  - el Gran Lago Salado en Utah;
  - el lago Pirámide (Pyramid Lake) en Nevada;
  - el lago Mono, en California, de origen volcánico;
- El Salton Sea en California, lago accidentalmente creado en 1905 tras la ruptura de un canal de irrigación, que llenó el fondo de una cuenca endorreica desértica y recreando un antiguo lago salado;
- La Great Divide Basin en Wyoming, una pequeña cuenca endorreica que se queda en la Divisoria continental de las Américas (Continental Divide).
- El lago del Cráter en Oregón;

 Guatemala
- El lago de Atitlán.

 Haití
- El etâng Saumatre o lago Azuei.

 México

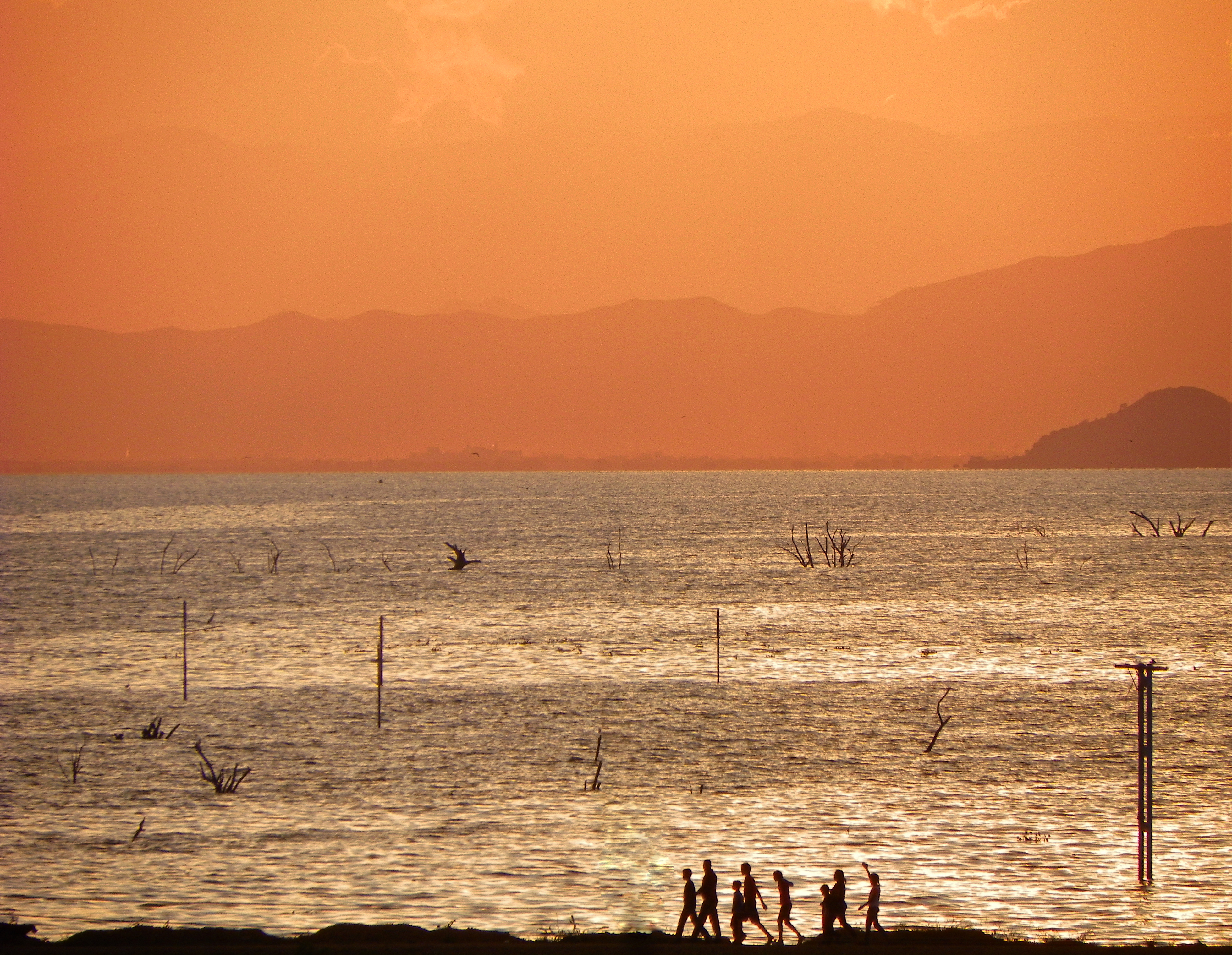
Lago de Valencia, Venezuela.

- La comarca Lagunera, en el norte de México, alimentada por los ríos Aguanaval y Nazas;
- El Valle de México, que a pesar de su nombre, no es tal.
- Los Llanos de San Juan, en el centro-norte del estado de Puebla, en donde se ubica la Laguna de Totolcingo y los axalapascos de Alchichica, Aljojuca, Atexcac, Las Minas, Quechulac y Tecuitlapa.

 Perú
- Lago Umayo

 República Dominicana
- Lago Enriquillo.

 Venezuela
- Lago de Valencia.

### Europa
- En España cabe destacar en Los Monegros, que gracias a su árido clima presenta una acumulación de lagunas y salares como las Saladas de Sástago-Bujaraloz. También la laguna de Gallocanta, en Teruel. Ambas son vestigios de la cuenca sedimentaria del Ebro, que fue una gran cuenca endorreica durante buena parte el Terciario. Otro ejemplo es la laguna de Sariñena, en Huesca, que antiguamente era una salina, que desapareció tras la regulación por desagüe y los procesos agrícolas.
- La malagueña laguna de Fuente de Piedra es pequeña, pero destaca por las aves que están presentes allí, al igual que ocurre en la laguna de Gallocanta.
- En España el parque nacional de las Tablas de Daimiel con su ecosistema de tablas fluviales.
- El lago Neusiedl o lago Fertő, en la frontera entre Austria y Hungría, que es el segundo lago endorreico de mayor tamaño de Europa.

## Antiguas cuencas endorreicas
- El mar Mediterráneo y todas sus cuencas tributarias durante la desecación conocida como la Crisis salina del Messiniense, debida a la clausura de la conexión entre el Mediterráneo y el Atlántico hace unos cinco millones de años.
- El mar Negro, hasta su unión con el Mediterráneo.
- El lago Lahontan en el oeste de los Estados Unidos.
- En España, las cuencas hidrográficas de los ríos Ebro y Duero, durante el Neógeno y quizás el Plioceno; también la cuenca de Guadix-Baza, la cual en su día fue endorreica y hoy en día vierte sus aguas en el río Guadiana Menor, afluente del río Guadalquivir; la cuenca del Tajo durante parte del Neógeno y/o Cuaternario.
- El lago Bonneville (Utah).